# 王様ジャングル
王様ジャングル（おうさまじゃんぐる）は、国内各所にて2011年より開催されている、男性声優をゲストに迎えたトークイベントである。
通称は「王ジャン」。

## 概要
主な開催地は、北海道（札幌市）、大阪府（日本橋）、福岡県（小倉）、中国（上海市）など。
イベント内容は主に、トークショー・朗読劇・サイン会などで構成されている。
ゲストによって内容は様々であり、上記の限りではない場合もある。 
MCを務めるポチ王はジャングル王国の王様をしており、彼の元に声優が謁見者として訪れる、という形式のもとにイベントが展開される。 

## 過去の出演者
- 大阪会場

| イベント名                             | 開催日               | 出演者                     | 出演者     |
| -------------------------------------- | -------------------- | -------------------------- | ---------- |
| 第1回王様ジャングル                    | 2011年8月6日（土）   | 日野聡                     | 立花慎之介 |
| 第2回王様ジャングル                    | 2011年9月4日（日）   | 杉山紀彰                   | 水島大宙   |
| 第3回王様ジャングル                    | 2012年1月21日（土）  | 羽多野渉                   |            |
| 第4回王様ジャングル                    | 2012年2月19日（日）  | 安元洋貴                   |            |
| 第5回王様ジャングル                    | 2012年4月14日（土）  | 柿原徹也                   |            |
| 第6回王様ジャングル                    | 2012年4月15日（日）  | 寺島拓篤                   | 市来光弘   |
| 第7回王様ジャングル                    | 2012年4月29日（日）  | 緑川光                     |            |
| 第8回王様ジャングル                    | 2012年6月9日（土）   | 宮田幸季                   |            |
| 第9回王様ジャングル                    | 2012年7月14日（土）  | 市瀬秀和                   |            |
| 第10回王様ジャングル                   | 2012年9月30日（日）  | 津田健次郎                 |            |
| 第11回王様ジャングル                   | 2012年10月27日（土） | 平川大輔                   |            |
| 第12回王様ジャングル                   | 2012年10月28日（日） | 森田成一                   |            |
| 第15回王様ジャングル                   | 2013年2月16日（土）  | 阿部敦                     |            |
| 第16回王様ジャングル                   | 2013年2月17日（日）  | 新井里美                   | 佐藤利奈   |
| 第18回王様ジャングル                   | 2013年3月31日（日）  | 野島健児                   | 野島裕史   |
| 第19回王様ジャングル                   | 2013年3月31日（日）  | 小野友樹                   | 江口拓也   |
| 第21回王様ジャングル                   | 2013年5月26日（日）  | 岩田光央                   | 木内秀信   |
| 第22回王様ジャングル                   | 2013年6月22日（土）  | 井上和彦                   |            |
| 第23回王様ジャングル                   | 2013年8月4日（日）   | 藤原祐規                   | 豊永利行   |
| 第24回王様ジャングル                   | 2013年9月8日（日）   | 阿部敦                     |            |
| 第25回王様ジャングル                   | 2013年9月28日（土）  | 置鮎龍太郎                 |            |
| 第26回王様ジャングル                   | 2013年11月9日（土）  | 柿原徹也                   |            |
| 王様ジャングルEX03 ~ Tetsuya's Night ~ | 2013年3月31日（日）  | 柿原徹也                   |            |
| 第28回王様ジャングル                   | 2013年12月8日（日）  | 菅沼久義                   | 三浦祥朗   |
| 王様ジャングルEX04                     | 2013年12月21日（土） | 平川大輔                   |            |
| 第31回王様ジャングル                   | 2014年2月9日（日）   | 阪口大助                   | 野島健児   |
| 第33回王様ジャングル                   | 2014年3月22日（土）  | 矢尾一樹                   | 高橋広樹   |
| 王様生誕祭                             | 2014年5月3日（土）   | 平川大輔/柿原徹也/増田俊樹 |            |
| 第34回王様ジャングル                   | 2014年5月25日（日）  | 蒼井翔太                   |            |
| 第36回王様ジャングル                   | 2014年6月14日（土）  | 小野友樹                   | 木村昴     |
| 第37回王様ジャングル                   | 2014年7月13日（日）  | 岸尾だいすけ               |            |
| 第41回王様ジャングル                   | 2014年8月24日（日）  | 黒田崇矢                   |            |
| 第42回王様ジャングル                   | 2014年9月21日（日）  | 阿部敦                     | 佐藤拓也   |
| 第45回王様ジャングル                   | 2014年10月11日（土） | 藤原啓治                   | 近藤孝行   |
| 第47回王様ジャングル                   | 2014年11月1日（土）  | 小山力也                   | 内田夕夜   |
| 第49回王様ジャングル                   | 2014年12月6日（土）  | 代永翼                     | 佐藤拓也   |
| 第51回王様ジャングル                   | 2015年1月10日（土）  | 鈴木裕斗                   | 増田俊樹   |
| 第54回王様ジャングル                   | 2015年2月7日（土）   | 石川英郎                   | 阪口大助   |
| 第56回王様ジャングル                   | 2015年3月21日（土）  | 岸尾だいすけ               | 菅沼久義   |
| 第59回王様ジャングル                   | 2015年6月7日（日）   | 福島潤                     | 山下大輝   |
| 第60回王様ジャングル                   | 2015年5月9日（土）   | 白石稔                     | 石井真     |
| 第65回王様ジャングル                   | 2015年7月18日（土）  | 蒼井翔太                   |            |
| 第67回王様ジャングル                   | 2015年8月29日（土）  | 柿原徹也                   |            |
| 王様ジャングル EXTRA08                 | 2015年8月29日（土）  | 柿原徹也                   |            |
| 第72回王様ジャングル                   | 2015年9月6日（日）   | 近藤孝行                   | 間島淳司   |
| 第74回王様ジャングル                   | 2015年10月10日（土） | 津田健次郎                 |            |
| 第76回王様ジャングル                   | 2015年11月8日（日）  | 平川大輔                   |            |
| 第80回王様ジャングル                   | 2015年12月5日（土）  | 緑川光                     |            |
| 第81回王様ジャングル                   | 2015年12月6日（日）  | 野島裕史/野島健児/野島昭生 |            |
| 第85回王様ジャングル                   | 2016年1月9日（土）   | 榎木淳弥                   | 石井マーク |
| 第86回王様ジャングル                   | 2016年3月20日（日）  | 増田俊樹                   | 蒼井翔太   |
| 王様ジャングル EXTRA09                 | 2016年3月20日（日）  | 森田成一                   |            |
| 第87回王様ジャングル                   | 2016年2月21日（日）  | 小野友樹                   | 沢城千春   |
| 第88回王様ジャングル                   | 2016年4月10日（日）  | 神奈延年                   | 石川英郎   |
| 第90回王様ジャングル                   | 2016年5月1日（日）   | 鈴木裕斗                   | 畠中祐     |
| 第93回王様ジャングル                   | 2016年6月5日（日）   | 日野聡                     | 立花慎之介 |
| 第98回王様ジャングル                   | 2016年7月23日（土）  | 成田剣                     | 内田夕夜   |
| 第99回王様ジャングル                   | 2016年7月24日（日）  | 菅沼久義                   | 三浦祥朗   |
| 第101回王様ジャングル                  | 2016年8月6日（土）   | 阪口大助                   | 赤羽根健治 |
| 第103回王様ジャングル                  | 2016年9月3日（土）   | 柿原徹也                   |            |
| 王様ジャングル EXTRA11                 | 2016年9月3日（土）   | 柿原徹也                   |            |
| 第106回王様ジャングル                  | 2016年10月2日（日）  | 楠大典                     | 井上剛     |

- 北海道会場

| イベント名             | 開催日                        | 出演者                              | 出演者     |
| ---------------------- | ----------------------------- | ----------------------------------- | ---------- |
| 第46回王様ジャングル   | 2014年10月25日（土）          | 緑川光                              |            |
| 第48回王様ジャングル   | 2014年11月30日（日）          | 津田健次郎                          |            |
| 第50回王様ジャングル   | 2014年12月14日（日）          | 森田成一                            |            |
| 第52回王様ジャングル   | 2015年2月1日（日）            | 柿原徹也                            |            |
| 第53回王様ジャングル   | 2015年2月21日（土）           | 内田夕夜                            | 平川大輔   |
| 王様ジャングル EXTRA07 | 2015年3月8日（日）            | 佐藤ひろ美/飛蘭/μ/新田恵海/蒼井翔太 |            |
| 第57回王様ジャングル   | 2015年4月4日（土）            | 岩田光央                            | 鈴村健一   |
| 第58回王様ジャングル   | 2015年4月5日（日）            | 鳥海浩輔                            | 保村真     |
| 第62回王様ジャングル   | 2015年5月31日（日）           | 阿部敦/代永翼/佐藤拓也              |            |
| 第63回王様ジャングル   | 2015年7月4日（土）・5日（日） | 鈴木裕斗                            | 増田俊樹   |
| 第64回王様ジャングル   | 2015年6月27日（土）           | 野島健児                            | 三浦祥朗   |
| 第68回王様ジャングル   | 2015年8月9日（日）            | 野中藍                              | 白石涼子   |
| 第69回王様ジャングル   | 2015年9月13日（日）           | 鳥海浩輔                            | 前野智昭   |
| 第75回王様ジャングル   | 2015年10月24日（土）          | 菅沼久義                            | 三浦祥朗   |
| 第78回王様ジャングル   | 2015年11月21日（土）          | 佐藤拓也                            | 畠中祐     |
| 第83回王様ジャングル   | 2015年12月20日（日）          | 小山力也                            | 畠中祐     |
| 第89回王様ジャングル   | 2016年4月24日（日）           | 柿原徹也                            |            |
| 第91回王様ジャングル   | 2016年5月7日（土）            | 小野坂昌也                          | 置鮎龍太郎 |
| 第96回王様ジャングル   | 2016年6月19日（日）           | 野島裕史/野島健児/野島昭生          |            |
| 第97回王様ジャングル   | 2015年3月1日（日）            | 速水奨                              | 佐藤拓也   |
| 第100回王様ジャングル  | 2016年7月30日（土）           | 黒田崇矢/平川大輔/豊永利行          |            |

- 名古屋会場

| イベント名            | 開催日              | 出演者 | 出演者 |
| --------------------- | ------------------- | ------ | ------ |
| 第102回王様ジャングル | 2016年8月20日（土） | 緑川光 |        |

- 福岡会場

| イベント名             | 開催日               | 出演者       | 出演者     |
| ---------------------- | -------------------- | ------------ | ---------- |
| 王様ジャングルEX01     | 2012年7月21日（土）  | 岸尾だいすけ |            |
| 第13回王様ジャングル   | 2012年12月9日（日）  | 菅沼久義     | 三浦祥朗   |
| 第14回王様ジャングル   | 2013年2月9日（土）   | 平川大輔     |            |
| 第17回王様ジャングル   | 2013年3月30日（土）  | 津田健次郎   | 楠大典     |
| 第20回王様ジャングル   | 2013年5月4日（土）   | 柿原徹也     |            |
| 王様ジャングルEX02     | 2013年7月6日（土）   | 真殿光昭     | 石川英郎   |
| 第23回王様ジャングル   | 2013年8月3日（土）   | 速水奨       | 増田俊樹   |
| 第27回王様ジャングル   | 2013年11月30日（土） | 緑川光       |            |
| 第29回王様ジャングル   | 2013年12月22日（日） | 平川大輔     |            |
| 第30回王様ジャングル   | 2014年1月25日（土）  | 阪口大助     | 野島健児   |
| 第32回王様ジャングル   | 2014年2月22日（土）  | 矢尾一樹     | 高橋広樹   |
| 第35回王様ジャングル   | 2014年6月21日（土）  | 蒼井翔太     |            |
| 第38回王様ジャングル   | 2014年7月20日（日）  | 井上和彦     | 伊藤健太郎 |
| 第39回王様ジャングル   | 2014年7月20日（日）  | 鳥海浩輔     | 山下大輝   |
| 第40回王様ジャングル   | 2014年8月3日（日）   | 関智一       | 小西克幸   |
| 王様ジャングルEX05     | 2014年10月4日（土）  | 柿原徹也     |            |
| 第44回王様ジャングル   | 2014年10月4日（土）  | 柿原徹也     |            |
| 第48回王様ジャングル   | 2014年11月22日（土） | 津田健次郎   |            |
| 第49回王様ジャングル   | 2014年12月7日（日）  | 代永翼       | 佐藤拓也   |
| 第55回王様ジャングル   | 2015年3月1日（日）   | 平川大輔     |            |
| 第61回王様ジャングル   | 2015年5月17日（土）  | 藤原祐規     | 豊永利行   |
| 第66回王様ジャングル   | 2015年8月22日（土）  | 楠大典       | 井上剛     |
| 第70回王様ジャングル   | 2015年9月19日（土）  | 平川大輔     |            |
| 第71回王様ジャングル   | 2015年9月20日（日）  | 黒田崇矢     | 豊永利行   |
| 第73回王様ジャングル   | 2015年10月4日（日）  | 蒼井翔太     | 沢城千春   |
| 第77回王様ジャングル   | 2015年11月15日（日） | 森田成一     |            |
| 第79回王様ジャングル   | 2015年11月22日（日） | 代永翼       | 山下大輝   |
| 第82回王様ジャングル   | 2015年12月13日（日） | 鈴木裕斗     | 近藤孝行   |
| 第84回王様ジャングル   | 2016年1月23日（土）  | 津田健次郎   |            |
| 第92回王様ジャングル   | 2016年5月15日（日）  | 新垣樽助     | 市来光弘   |
| 第94回王様ジャングル   | 2016年6月11日（土）  | 内田夕夜     | 平川大輔   |
| 王様ジャングル EXTRA10 | 2015年6月11日（土）  | 内田夕夜     | 平川大輔   |
| 第95回王様ジャングル   | 2016年5月22日（日）  | 豊永利行     | 小野友樹   |

- 上海会場

| イベント名              | 開催日               | 出演者   | 出演者     |
| ----------------------- | -------------------- | -------- | ---------- |
| 第1回上海王様ジャングル | 2015年11月28日（土） | 緑川光   | 置鮎龍太郎 |
| 第2回上海王様ジャングル | 2016年2月28日（日）  | 代永翼   | 柿原徹也   |
| 第3回上海王様ジャングル | 2016年4月17日（日）  | 平川大輔 |            |
| 第4回上海王様ジャングル | 2016年6月26日（日）  | 新垣樽助 | 市来光弘   |

## 登場人物
ポーヴォワール・チェザーレ3世 / Beauvoir CesareⅢ
ジャングル王国の王様にして、王様ジャングルのMC。
愛称：ポチ王
ハミルトン・チェザーレ / Hamilton Cesare
ポチ王の息子。
愛称：ハチ王子
ジルベルト・ロンバルディー / Gilberto Lombardi
ポチ王の縁戚。
愛称：ジロ男爵